# Aline Midlej
Aline Midlej (São Luís, 4 de fevereiro de 1983) é uma jornalista brasileira, âncora do Jornal das Dez.

## Carreira
Após se formar em jornalismo pela Universidade Metodista de São Paulo em São Bernardo do Campo, Aline foi trabalhar na RecordTV, atuando como pauteira, produtora de séries especiais e repórter. Em 2010, passou a integrar a equipe de repórteres da Rede Bandeirantes. Foi âncora do programa Café com Jornal e repórter do Jornal da Band. Contratada pela GloboNews, para a edição das 10 da manhã, Aline Midlej divide a ancoragem do noticiário com Raquel Novaes. Em junho de 2021, passa a apresentar o Jornal das Dez no lugar de Heraldo Pereira.
Em agosto de 2021, é promovida pela TV Globo e passa ser apresentadora eventual do Jornal Nacional, sendo uma das substitutas de Renata Vasconcellos nos fins de semana. Sua estreia como plantonista, ocorrerá no dia 18 de setembro.

### Filmografia
| Período       | Programa                                            | Cargo                  | Emissora              |
| ------------- | --------------------------------------------------- | ---------------------- | --------------------- |
| 2010-14       | Jornal da Band                                      | Repórter               | Band                  |
| 2014-15       | Café com Jornal                                     | Apresentadora          | Band                  |
| 2016-21       | Jornal GloboNews - Edição das 10h (às 10h da manhã) | Apresentadora          | GloboNews             |
| 2018-21       | Jornal das Dez (às 22h)                             | Apresentadora Eventual | GloboNews             |
| 2019          | GloboNews Em Ponto                                  | Apresentadora Eventual | GloboNews             |
| 2019-2021     | Brasil TV                                           | Apresentadora Eventual | TV Globo (parabólica) |
| 2020-21       | GloboNews Em Pauta                                  | Apresentadora Eventual | GloboNews             |
| 2021-presente | Jornal das Dez (às 22h)                             | Apresentadora          | GloboNews             |
| 2021-presente | Jornal Nacional                                     | Apresentadora Eventual | TV Globo              |
| 2025          | Glória                                              | Entrevistada           | TV Globo              |

## Destaques
Aline foi agraciada com o Prêmio Vladimir Herzog de 2007 na categoria melhor reportagem de TV por uma série sobre o Dia Internacional da Mulher. A jornalista também foi finalista do "Prêmio SEBRAE de Jornalismo" de 2011 e do Prêmio Esso de Jornalismo de 2013.

## Vida pessoal
Natural de São Luís, a apresentadora é filha de pai baiano e mãe pernambucana, cresceu e se profissionalizou em São Paulo e atualmente vive no Rio de Janeiro. É casada desde 2020 com o diretor Rodrigo Cebrian. Quanto a religião, é seguidora do Candomblé e costuma vestir roupas brancas nas sextas-feiras como forma de legitimar a sua fé.
Aline possui ascendência africana, portuguesa e árabe, sendo neta de avô materno português e bisneta de bisavô paterno libanês. Em 2021 se submeteu a um teste de ancestralidade genética em que se comprovou que a jornalista também é descendente de angolanos, nigerianos, quenianos, ugandenses, além de povos do Norte da África.
| Ano  | Prêmio                      | Categoria                | Trabalho indicado                                        | Resultado      |
| ---- | --------------------------- | ------------------------ | -------------------------------------------------------- | -------------- |
| 2007 | Prêmio Vladimir Herzog      | Melhor reportagem de TV  | Série de reportagens sobre o dia internacional da mulher | Vencedora      |
| 2011 | Prêmio SEBRAE de Jornalismo | Repórter cinematográfico | —                                                        | Menção honrosa |
| 2013 | Prêmio Esso de Jornalismo   | Telejornalismo           | Reportagem "Esquadrão da vida" (Band)                    | Finalista      |